# Yandhi
Yandhi iba a ser el noveno álbum de estudio del cantante, rapero y productor discográfico Kanye West programado para el 29 de septiembre de 2018. Fue anunciado por West en su Instagram y Twitter el 17 de septiembre de 2018. Luego de un cambio repentino de dirección artística, Kanye postergó indefinidamente el lanzamiento del álbum para su inminente cancelación el 28 de noviembre de 2018. La portada minimalista de un MiniDisc con cinta morada, se ha comparado con el del sexto álbum de estudio de West, Yeezus (2013), con la especulación de que podría ser una antítesis de dicho álbum o una posible secuela.
Yandhi contaba en su versión inicial con colaboraciones de invitados como Dua Lipa, Nicki Minaj, Young Thug, Ty Dolla $ign, XXXTENTACION, Kid Cudi, Big Sean, Migos, Lil Pump, 6ix9ine, The-Dream, G Herbo, Teyana Taylor, Desiigner, 070 Shake, Mykki Blanco, Kenny G, Styles P Clipse y Ant Clemons.
En agosto de 2019, la esposa de West, Kim Kardashian, volvió a anunciar a Yandhi esta vez como JESUS IS KING, anunciando dos fechas de lanzamiento planificadas para finales de septiembre de 2019 bajo el nuevo título. El lanzamiento final fue simultáneo con el de una película de concierto del mismo nombre.

## Antecedentes
A lo largo de mayo y junio de 2018, cinco álbumes de siete canciones producidos por West en su rancho en Jackson Hole, Wyoming, fueron lanzados sucesivamente como Wyoming Sessions. El tercer álbum de estudio de Pusha T, Daytona, fue lanzado primero, seguido por el octavo álbum de estudio de West Ye, el álbum de estudio homónimo colaborativo de Kanye con Kid Cudi como Kids See Ghosts, el duodécimo álbum de estudio de Nas Nasir y el segundo álbum de estudio de Teyana Taylor KTSE ; Todos los álbumes fueron lanzados en 2018. En Ye, Kanye reconoció su diagnóstico de trastorno bipolar. Dejó de tomar su medicamento para el trastorno en junio de 2018 durante el lanzamiento de los álbumes de Wyoming Sessions.  
En julio de 2018, el artista chicagüense Chance the Rapper anunció que West vendría a Chicago para producir su álbum debut de estudio de siete pistas. West fue visto en la ciudad a fines de agosto de 2018, y confirmó a Fox News que los dos estaban grabando música juntos. West más tarde declaró que sus sesiones de grabación con Chance the Rapper lo habían ayudado a reconectarse con sus raíces y su fe en Jesús. Ese mismo mes, West lanzó el sencillo "XTCY" el cual no fue añadido álbum Ye, mientras, lanzó el sencillo "I Love It" en septiembre de 2018, un sencillo colaborativo con el rapero estadounidense Lil Pump. En septiembre de 2018, West reactivó su cuenta de Instagram después de medio año de ausencia, con indicaciones de que estaba trabajando con el productor Ronny J y Chance the Rapper junto con el hermano de este último, Taylor Bennett y G Herbo. A través de su Instagram, West confirmó que estaba colaborando con el rapero estadounidense 6ix9ine y comenzó a publicar fragmentos de nueva música. Ant Clemons, que había trabajado previamente con West en su producciones de estudio Ye y KTSE , fue invitado a Chicago donde grabó su voz para el tema "The Storm" y múltiples canciones o grabaciones referenciales para los temas "Hurricane", "Alien", "Last Name" y "Garden". West también anunció que se mudaría permanentemente a Chicago, de lo que su esposa Kim Kardashian no estaba al tanto hasta que escuchó sobre el anuncio de West a través de las redes sociales, y que estaba trabajando activamente en un álbum colaborativo con Chance the Rapper titulado Good Ass Job. West no regresó a Chicago y Good Ass Job nunca se materializó.
El 17 de septiembre de 2018, West anunció su noveno álbum de estudio Yandhi , solo tres meses después del lanzamiento de su álbum anterior Ye, revelando la portada y la fecha de lanzamiento inicial del 29 de septiembre de 2018. El 27 de septiembre de 2018, West visitó la sede de la revista The Fader para reproducirles un demo del track "Last Name" e invitó a la gente a cambiar la letra. Las canciones que se reprodujeron como adelanto incluyeron voces de Ty Dolla $ign, 6ix9ine, Ant Clemons, The-Dream y voces póstumas de XXXTENTACION; West estaba esperando a Rihanna para que le enviará grabaciones para una nueva canción. Una lista de pistas para la versión inicial de Yandhi incluyó "I Love It" con Lil Pump, un remix de "We Got Love" de Teyana Taylor con Lauryn Hill (originalmente destinado a KTSE) y "New Body", que Kardashian coordinó para que Nicki Minaj apareciera en la pista. Otras pistas incluidas en la pizarra con la lista de canciones eran "The Storm", "Bye Bye Baby", "Hurricane", "Alien", "Last Name", "City in the Sky / Garden" y "Chakras".
West fue el invitado musical para el estreno de la temporada 44 de Saturday Night Live , programado para coincidir con el lanzamiento de Yandhi el 29 de septiembre de 2018. Universal Music Publishing Group filtró accidentalmente que esta versión inicial del álbum debía ser ocho canciones de largo, con Ant Clemons contribuyendo en siete canciones. Antes de que el álbum fuera lanzado, Kardashian más tarde anunció una fecha reprogramada para el 23 de noviembre de 2018.  Ese mismo día, West visitó las oficinas de TMZ para una entrevista, admitiendo que el álbum aún no estaba terminado y que él Iría a África en dos semanas para seguir grabando para Yandhi. West habló sobre grabar en Chicago y cómo "sintió las raíces", pero quería ir más allá de su energía tocando el suelo africano y grabando en la naturaleza. West dijo que los cinco álbumes anteriores que lanzó en 2018 como Wyoming Sessions fueron "rehabilitación al estilo de superhéroes" y declaró que Yandhi era un "álbum completo de Ye (su nuevo alter-ego)", comparándolo con sus álbumes aclamados por la crítica Watch the Throne (2011), 808s & Heartbreak (2008) y My Beautiful Dark Twisted Fantasy (2010). West declaró que "el alienígena Ye está como, completamente de vuelta y sin medicamentos". 
El 12 de octubre de 2018, West llegó a Uganda y reinició el trabajo en el álbum en un estudio en forma de cúpula instalado en el Chobe Safari Lodge en el parque nacional Murchison Falls. West tocó música nueva, incluida una grabación de estudio del remix de "We Got Love", para un grupo de unos 100 escolares ugandeses durante un evento de caridad. En una entrevista del 21 de octubre de 2018, Quavo declaró que su trío Migos había grabado para el álbum.  En noviembre de 2018, después de la primera interpretación en vivo de Kids See Ghosts con Kid Cudi y Tyler, the Creator en el Camp Flog Gnaw Carnival, West tuiteó que sentía que el álbum no se había terminado y que "anunciaría la fecha de lanzamiento una vez que este hecho", retrasando el álbum indefinidamente.

## Filtraciones
En julio de 2019, las canciones fechadas de una sesión de Yandhi de finales de diciembre de 2018 comenzaron a filtrarse en línea , incluyendo "New Body" con Nicki Minaj y Ty Dolla $ign, "The Storm" con XXXTENTACION, Ty Dolla $ign y Ant Clemons, una canción en solitario titulada "Spread Your Wings" filtrada erróneamente bajo el nombre de "Bye Bye Baby", y demos de "Alien" en colaboración con Ant Clemons y Young Thug, "Law of Attraction" la cual luego fue remasterizada, regrabada y lanzada bajo el nombre de "Use This Gospel" en el posterior noveno lanzamiento de estudio oficial de Kanye, JESUS IS KING. Las filtraciones fueron precipitadas por las "compras grupales", los esfuerzos de agrupación de dinero en línea organizados por los fanáticos con el fin de comprar las pistas de un conocido filtrador. Los productores Timbaland y DrtWrk que trabajaron en "Law of Attraction" denunciaron la filtración de su canción como una "invasión de la privacidad", mientras que el presidente de GOOD Music , Pusha T, escribió en Twitter que "esto arruina todo lo que tenemos reservado para ustedes." Paul Thompson, escribiendo para The Fader, señaló que las filtraciones no recibieron la atención principal y fueron una "historia menor" en comparación con las canciones de West que se habían filtrado anteriormente. Thompson citó factores como la tibia recepción de su álbum anterior Ye y que las canciones no suelen entrar en el "canon popular" hoy en día a menos que se publiquen en los servicios de transmisión.
Entre los meses de agosto y noviembre de 2019, continuaron las filtraciones de canciones que formaban parte de la lista de canciones original de Yandhi tales como "Hurricane" y "Last Name" con Ant Clemons, versos de parte de Kid Cudi para las canciones "Alien" y "The Storm"; "City in The Sky / Garden" las cuales cuentan con colaboraciones de 070 Shake, Ty Dolla $ign, Kid Cudi, Desiigner, Ant Clemons, Teyana Taylor y The-Dream; y "Chakras" la cual cuenta en su versión demo con voces de fondo de parte del cantante The-Dream, esta última formó parte de JESUS IS KING remasterizada, con nuevos versos y nuevo instrumental bajo el nombre de "Selah". El 10 de diciembre de 2019, se filtró un nuevo verso de "Hurricane" interpretado por Big Sean el cual se rumoreaba estaba aprobado para la versión final de la canción, para esta misma fecha se filtró una previa de la versión de "Alien" interpretada por Quavo y Offset del trío Migos la cual fue más tarde filtrada a Internet con fecha de 14 de diciembre de 2019 junto con una versión de "Hurricane" la cual era la aprobada para el álbum, ésta contaba con colaboraciones de Big Sean, Ty Dolla $ign, Young Thug y Ant Clemons. El 18 de diciembre de 2019 se filtró la versión original de "Bye Bye Baby" con un intro en colaboración junto el rapero y activista Mykki Blanco y para el 1 de febrero de 2020 se filtró otro demo de "New Body" con un verso de Ant Clemons junto a un coro interpretado por 6ix9ine y una versión de "Cash to Burn" interpretada por el rapero neoyorkino Styles P añadiendo un nuevo coro interpretado por Kanye y una interpolación de trompeta ejecutada por Kenny G.
La última filtración conocida de este álbum es un demo de la previamente filtrada "Law of Attraction", esta vez con la cantante británica Dua Lipa en el coro de la misma, viendo la luz esta versión el 25 de octubre del 2020.

## Lista de canciones
Lista de canciones adaptadas mediante las filtraciones.
| N.º   | Título | Escritor(es) | Productor(es)                                                                | Duración |  |
| 1.    | «The Storm» (featuring Kid Cudi, Ty Dolla $ign, XXXTENTACION & Ant Clemons)                                                  | Kanye West Anthony Clemons Scott Mescudi Bradford Lewis Young Vindver Isaac DeBoni Michael Mulé Mike Dean Ronald Spence Jr. Tyrone William Griffin, Jr. Jahseh Onfroy | Kanye West FNZ Ronny J BoogzDaBeast Mike Dean Vindver                        | 3:58     |  |
| 2.    | «New Body» (featuring Ty Dolla $ign, Nicki Minaj, Ant Clemons & Desiigner)                                                   | West Clemons Sidney Royel Selby III Onika Maraj Dean Spence Jr. Griffin, Jr.                                                                                          | West Ronny J Mike Dean                                                       | 5:34     |  |
| 3.    | «Bye Bye Baby» (featuring Mykki Blanco)                                                                                      | West Michael David Quattlebaum Jr. | West                                                                         | 3:20     |  |
| 4.    | «I Love It» (con Lil Pump)                                                                                                   | West Omar Pineiro Gazzy Garcia | West DJ Clark Kent CBMix Ronny J                                             | 2:08     |  |
| 5.    | «Hurricane» (featuring Ant Clemons, Big Sean, Young Thug & Ty Dolla $ign)                                                    | West Clemons Herbert Wright III Sean Michael Anderson Jeffery Williams Griffin, Jr. Spence, Jr.                                                                       | West FNZ Ronny J                                                             | 7:30     |  |
| 6.    | «Alien» (featuring Young Thug, Migos, Ant Clemons y Kid Cudi)                                                                | West Williams Quavious Marshall Kiari Cephus Clemons Scott Mescudi Spence Jr. Uforo Ebong                                                                             | West Bongo ByTheWay FNZ Ronny J                                              | 6:37     |  |
| 7.    | «Last Name» (featuring Ant Clemons)                                                                                          | West Clemons Steve Marion | West                                                                         | 4:16     |  |
| 8.    | «City in The Sky / Garden» (featuring Ty Dolla $ign, Desiigner, 070 Shake, Kid Cudi, Ant Clemons, Teyana Taylor & The-Dream) | West Griffin, Jr. Clemons Teyana Taylor Terius Nash Danielle Balbuena Timothy Mosley Stan Vincent                                                                     | West Timbaland The-Dream Dean                                                | 7:29     |  |
| 9.    | «We Got Love (Remix)» (con Teyana Taylor)                                                                                    | West Taylor Ronald Preyer Vernon Bullock Charles Ingersoll Bobby Solomon                                                                                              | West BoogzDaBeast E. Vax Mike Dean Johan Lenox Seven Aurelius                | 5:06     |  |
| 10.   | «Chakras» (featuring The-Dream)                                                                                              | West Cydel Young Dexter Raymond Mills Jr. Vindver Jahmal Gwin Jeffrey LaValley Rennard East Evan Mast                                                                 | West E*vax BoogzDaBeast Vindver Benny Blanco Francis Starlite Bongo ByTheWay | 3:31     |  |
| 11.   | «Cash To Burn (Bonus track)» (featuring Ant Clemons, Styles P & Kenny G)                                                     | West Clemons Dave Lawson | West                                                                         | 4:00     |  |
| 12.   | «Law of Attraction (Bonus track)» (featuring Dua Lipa, Ant Clemons, Clipse & Kenny G)                                        | West Clemons Dua Lipa Terrence Thorton Gene Thorton Ángel López Derek Watkins Federico Vindver Gwin Jenks East Mosley                                                 | West Ángel Lopez DrtWrk Vindver Timbaland BoogzDaBeast Pi'erre Bourne        | 6:29     |  |
| 61:48 | | |                                                                              |          |  |